# مورين (فلم)
مورين هو فيلم تاريخي لبناني تم إنتاجه في سنة 2018 وهو من إخراج طوني فرج الله وبطولة كارمن بصيبص وتقلا شمعون وغسان مسعود. قصة الفيلم تتكلم عن قصة القديسة مورين الراهبة وألتي عاشت في العصر البيزنطي. تم عرض الفيلم لأول مرة في مهرجان الإسكندرية السينمائي الدولي وفاز بجائزة أفضل فيلم.

## القصة
تتكلم قصة الفيلم عن القديسة مورين أول قديسة لبنانية، والتي يتم قتل أمها واعتقال والدها من الرومان، لتدخل الدير للترهبن لكن يتم رفض طلبها بسبب كونها امرأة فتتنكر بزي رجل وتدخل دير الرهبان.

## البطولة
- كارمن بصيبص بدور مورين
- تقلا شمعون بدور راحيل
- غسان مسعود بدور رئيس الدير
- منير رشيد معاصري بدور الجد
- منير كسرواني
- وفاء حلاوي